# Belső Mónika
Belső Mónika (Körmend, 1979. december 29. –) labdarúgó, hátvéd.

## Pályafutása
Szerepelt a Renova és a László Kórház csapatában. 2005 és 2008 között az MTK játékosa volt, ahol a 2006–07-es és 2007–08-as idényben tagja volt a bajnoki bronzérmes csapatnak.

## Sikerei, díjai
- Magyar bajnokság
  - 2.: 2001–02
  - 3.: 2006–07, 2007–08